# المسيحية في فنزويلا

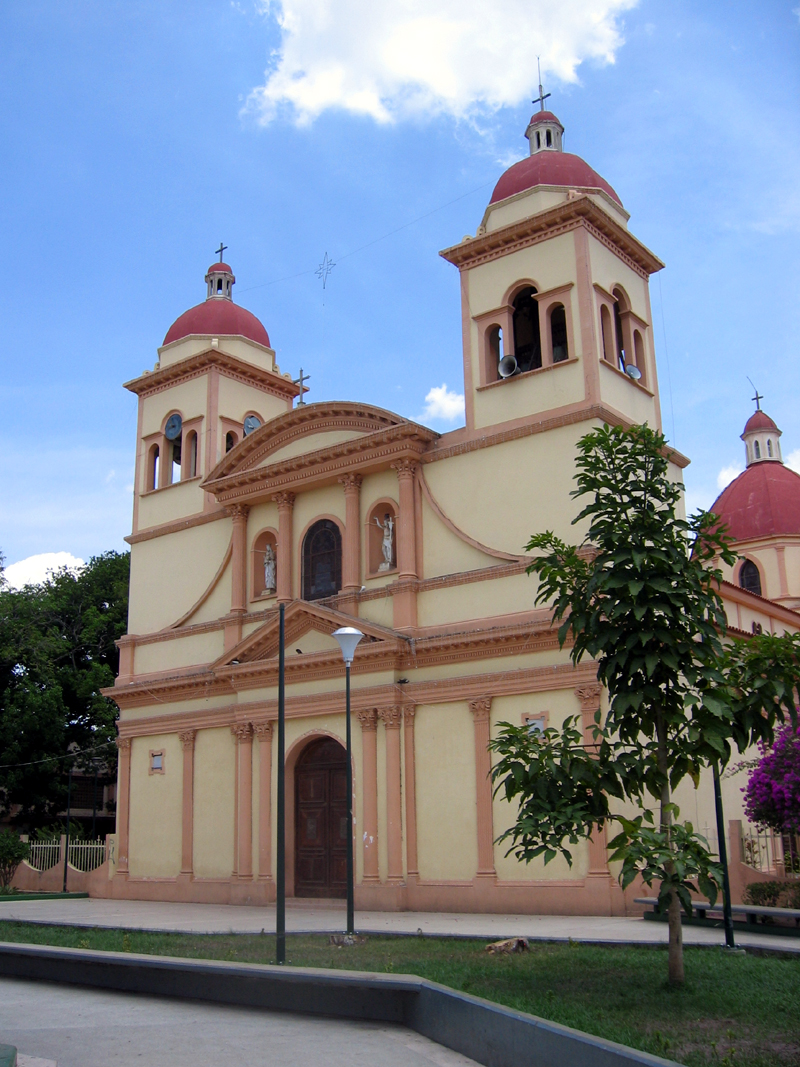
كنيسة سان خوان الكاثوليكيَّة في ولاية أنزواتغي.

المسيحية في فنزويلا هي أكبر الديانات وتعتبر فنزويلا أمّة كاثوليكية، وقد تنبت الدولة الكاثوليكية مع مجئ الإستعمار الإسباني. وفقًا للتعداد السكاني عام 2011 حوالي 88% من السكان من أتباع الديانة المسيحية؛ وبحسب التعداد السكاني كان 71% من السكان من أتباع الكنيسة الرومانية الكاثوليكية، وحوالي 17% من البروتستانت، في حين أنّ 11% أعضاء في دين آخر، أو ملحدين. بالإضافة إلى حضور الكنائس الرومانية الكاثوليكية والإنجيلية هناك وجود بارز لكنائس مسيحية شرقية مثل الكنيسة المارونية وكنيسة الروم الملكيين الكاثوليك.

## تاريخ

### الحقبة الإستعمارية

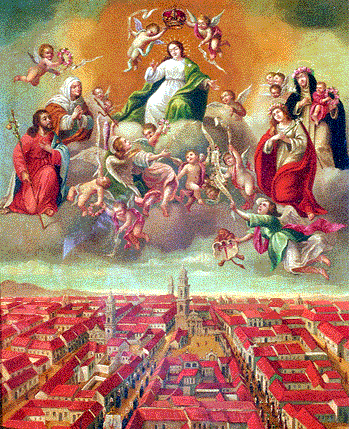
رسم مريم سيدة كراكاس، والتي تعود إلى عام 1766.

قام الأميرال كريستوفر كولومبوس في عام 1498 برحلته الثالثة إلى العالم الجديد، مُبحراً إلى شواطئ دلتا الأورينوكو لكى يتسلل بعد ذلك إلى خليج باريا، سامحاً له بذلك اكتشاف لأول مرة الساحل القاري. بروعة، أعرب كولومبوس في رسالته إلى الملوك الكاثوليك عن ثقته في وصولة الجنة الأرضية ومُختلطاً عليه بسبب ملوحة المياه الغير عادية.
تم تسمية المنطقة من قبل أمريكو فسبوتشي، رفيق ألونسو دي أوخيدا وخوان دي لا كوسا وخوان لوبيز فيلاسكو، الذين اكتشفوا بحيرة كوكيفوكوا في عام 1499. وأطلقت البعثة الإسبانية الثانية بقيادة ألونسو دي أوخيدا، التي أبحرت على طول الساحل الشمالي لأمريكا الجنوبية في عام 1499، اسم فنزويلا («البندقية الصغيرة» بالإسبانية) على خليج فنزويلا؛ بسبب تشابهه مع المدينة الايطالية البندقية.
بدأ استعمار إسبانيا للبر الرئيسي لفنزويلا في عام 1502 عندما أنشأت أول مستوطنة أوروبية دائمة في أمريكا الجنوبية في كومانا الحالية (التي كانت تسمى آنذاك نويفا توليدو)، والتي أسسها الرهبان الفرنسيسكان رسميًا في عام 1515.
في عام 1516 أرسل الكاردينال فرانثيسكو خيمينيث دي ثيسنيروس من إسبانيا مرسومين ملكيين إلى الرهبان الهيرونيميت (رهبان القديس جيروم) والذين حكموا سانتو دومينغو وتوابعها، طالبًا منهم مساعدة الدومنيكان والفرنسيسكان في القيام بأعمال تبشيرية في خليج سانتا في وتشيتشيريفيشي وكومانا. وأشارت هذه الوثائق إلى قتل اثنين من المبشرين قُتلا من قبل السكان الأصليون انتقاما لسوء المعاملة من قبل الغزاة الإسبان. تطورت البعثات التي أنشأتها الكنيسة الرومانية الكاثوليكية تدريجيًا إلى مدن وقرى السكان الأصليين المتحولين وإلى أبرشيات مع رعاياهم الخاصين، ووفرت وسيلة لتحرير السكان الأصليين الفنزويليين من النظام الإقطاعي للسادة الإسبان الجدد.
تزامن دخول البعثات التبشيريَّة الكاثوليكيَّة في فنزويلا مع اكتشاف المنطقة في القرن الخامس عشر. فقد وصل إليها المرسلون والمبشرّون غداة اكتشافها. وكانت الجمعيات الرهبانية مثل الدومنيكان والفرنسيسكان واليسوعيون وغيرهم أول وصل للهذه القارة لهذا العمل. أوفد اليسوعيين بعثات كثيرة حول العالم لنشر الإنجيل، وعمدوا أيضًا إلى تأسيس مستوطنات بشرية تحولت إلى مدن كبرى. أُنشئت في 20 يونيو من عام 1637 أبرشية كاثوليكيَّة في كراكاس في سانتياغو دي فنزويلا، والتي تم فصلها عن أسقفيَّة كورو، والتي تأسست في عام 1531 عن طريق مرسوم باباوي أصدره البابا كليمنت السابع في كاتدرائية القديس بطرس في روما.

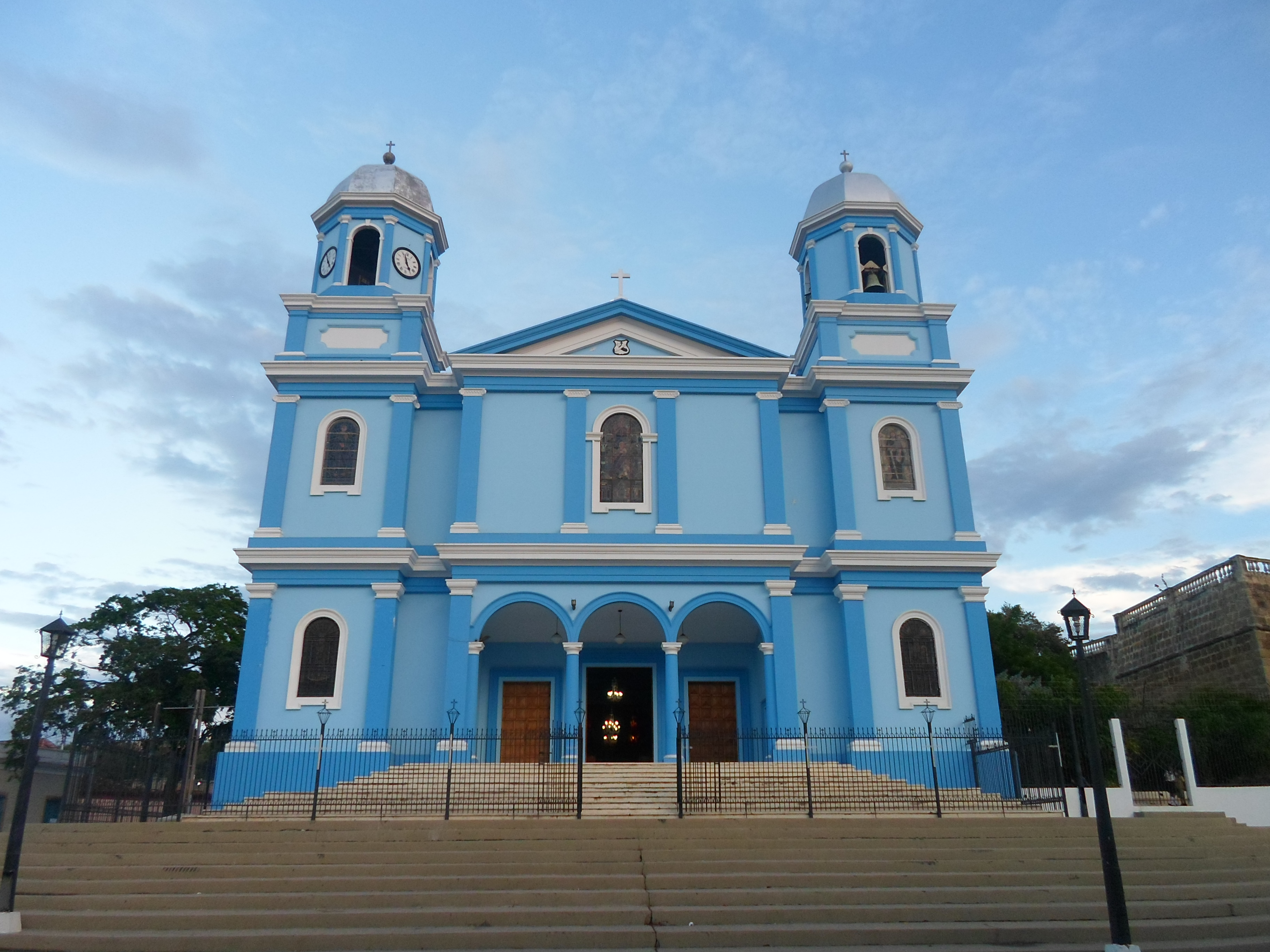
كنيسة القديسة أغنيس في كومانا.

في القرن السادس عشر خلال فترة الإستعمار الإسباني، تحولت الشعوب الأصليَّة مثل العديد من أفراد الماريش والذين ينحدرون من كالنا إلى المسيحية على مذهب الرومانية الكاثوليكية. وحظر على غير الكاثوليك الهجرة إلى أقاليم ما وراء البحار الإسبانية، حيث كان يحتاج المهاجرون إلى الحصول على رخصة سفر التي ذكرت أنهم من خلفيَّة كاثوليكيَّة نقيَّة. حيث كان الاعتقاد السائد آنذاك أن العديد من المسيحيين الجدد من ذوي الأصول اليهودية والمسلمة يمارسون شعائر أديانهم القديمة سرًا، وأن عددًا كبيرًا من هؤلاء المسيحيين الجدد كانوا يبطنون اليهودية. ومن هنا أُدخل هذا المصطلح كي يميز «المسيحيون القدامى» أنفسهم عن المتنصرين وذريتهم، الذين كانوا يعدون في نظر الكنيسة والمسيحيين القدامي خطرًا على الإيمان الكاثوليكي القويم، ويُنظر إليهم كهراطقة محتملين. وقد كان المسيحيون الجدد من ذوي الجذور المسلمة يسمون بالموريسكيين، بينما يلقب ذوو الجذور اليهودية بالمارانوس، وتعني «الخنازير». ومع ذلك، أنتشر اليهود والمسلمين المتحولين إلى المسيحية في كافة مستعمرات الإمبراطورية الإسبانية والإمبراطورية البرتغالية في أمريكا اللاتينية وأندمج البعض مع السكان المحليين الكاثوليك مما نتج عن جماعات كاثوليكية عبرانيّة، في حين أندمجت الغالبية في الثقافة الكاثوليكية الهيسانية.
مارست الكنيسة الكاثوليكية سلطة اجتماعية كبيرة أثناء الحكم الاستعماري الإسباني في فنزويلا، حيث سيطرت الكنيسة على التعليم والمستشفيات وامتلكت ضيعات شاسعة المساحة، وممتلكات غيرها. ومع كثافة عملية تحويل السكان الأصليين في البلاد، تعزز الوجود الكاثوليكي بفضل الهجرة الكبيرة من الدول الأوروبية إلى البلاد في القرن الثامن عشر. خلال الحكم الإستعماري كانت الكنيسة تخضع للدولة، وبقيت المسؤول عن تأسيس وتوجيه المدارس لتعليم النخب المحليَّة وإنشاء المستشفيات، وأعتبرتها الحكومة أداة للمراقبة والتماسك الاجتماعي. في أواخر القرن الثامن عشر، مع إصلاحات البوربون بدأت الحكومة في كسر الحكر الكاثوليكي على الجانب التعليمي.

### الاستقلال

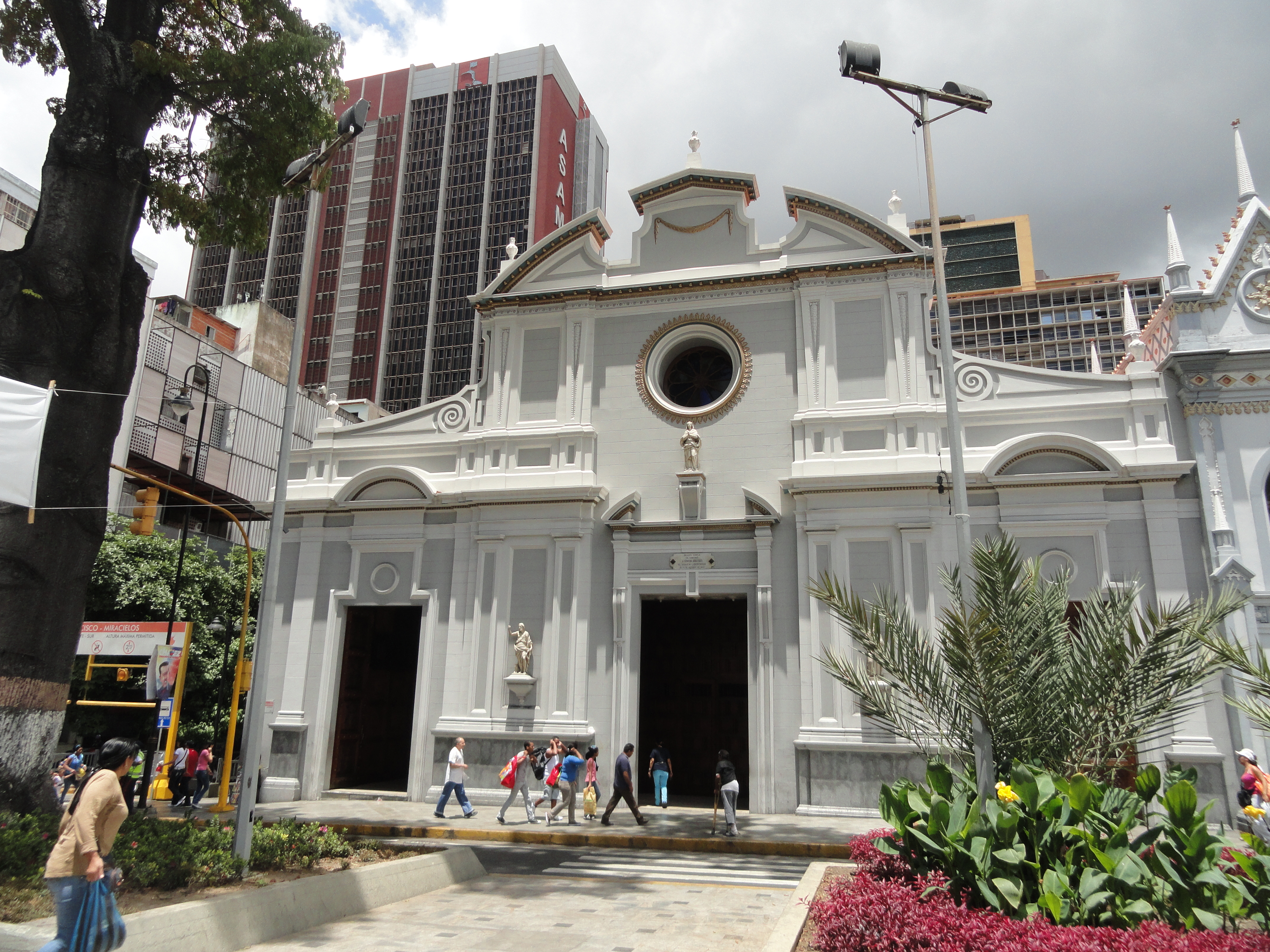
كنيسة القديس فرنسيس في كراكاس، وفيها تمت طقوس جنازة سيمون بوليفار.

تميز القرن التاسع عشر بالاضطرابات السياسية في معظم أنحاء أمريكا الجنوبية. في عام 1806، أدت أنشطة سيمون بوليفار وحركة الاستقلال الكولومبية إلى تشكيل كولومبيا الكبرى، امت مساحتها على معظم شمال القارة الأمريكية الجنوبية وأجزاءً من أمريكا الوسطى. وقد عاشت لفترة قصيرة وضمَّت ما يسمى في الوقت الحاضر: كولومبيا وفنزويلا وإكوادور وبنما وغيانا، وأجزاء من شمال بيرو، والشمال الغربي البرازيلي، وقد قامت تقريباً على أراضي التاج الإسباني. وصفها بالكبرى يُستعمل تاريخيَّا للتفرقة والتمييز بينها وبين كولومبيا المعاصرة، والتي تحمل ذات الاسم. مما أدى إلى إعلان فنزويلا استقلالها عن إسبانيا في 5 يوليو عام 1811. في وقت نشأتها، كانت دولة كولومبيا تعتبر من الدول المتقدمة على سائر دول القارة الجنوبية، إذ تمتعت بازدهار ثقافي وسمعة مرموقة عالية المستوى، حتى أن جون كوينزي آدامز وزير خارجية الولايات المتحدة الأمريكية وقتها - ورئيسها المستقبلي - عدَّها من أقوى الأمم في هذا العالم. وبحلول عام 1829، انهار هذا التحالف، وفي العام التالي، انتخبت فنزويلا المستقلة حديثًا الجنرال خوسيه أنطونيو بايث كأول رئيس لها. في حين قدم خوسيه أنطونيو بايث قيادة مستقرة، لم يكن هذا هو الحال مع الإدارات المستقبلية، التي شهدت انتشارًا للعنف السياسي في ظل خلافة الديكتاتوريين.
خلال حرب الاستقلال وقف رجال الدين الإسبان إلى جانب بلدهم الأم وكانت لهم موافق معارضة للقوى الإستقلالية، كما ولم يكن كادر الكنيسة في القرن التاسع عشر من الفنزويليين الأصليين. وبعد حصول فنزويلا على الاستقلال عام 1811 بعد حروب التحرير الدامية التي خاضها المحرر سيمون بوليفار خلال القرن التاسع عشر، وما أعقبها بعد ذلك من دكتاتوريات عسكرية، انتقلت فنزويلا مثل غيرها من بقية أراضي أميركا اللاتينية من الخضوع المباشر للإمبراطورية الإسبانية إلى الخضوع غير المباشر لها، وكأن شيئا لم يكن، حيث تولت السلطة طبقة مكونة من البيض المنتمين إلى أوروبا بشكل عام أو من يطبقون عليهم هناك اسم «الكيوريوس» المنتمين إلى إسبانيا وخصوصاً العائلات ذات الأصول الكناريَّة التي استقرت في فنزويلا باعتبارهم يحملون وراثة الدم والعرق، أما الشعوب الأصلية لتلك البلاد فقد عاشوا في تجمعات منعزلة بعيداً على ضفاف الأنهار أو في أعماق الغابات. وحظر سيمون بوليفار تدريس أعمال عالم القانون والفيلسوف الإنجليزي جيرمي بنثام في جامعات فنزويلا بوصفها تضر الشباب، حيث اشتهر بدعواته إلى النفعية وحقوق الحيوان والحرية الاقتصادية والفصل بين الكنيسة والدولة، حرية التعبير، كما طالب بإلغاء الرق وعقوبة الإعدام وإلغاء العقوبات البدنية، وذلك على الرغم من أنه يُعد واحدًا من المفكرين الأوروبيين المشهورين القلائل الذين أيدوا الاستقلال. وبالمثل وقع مرسومًا ينص على أنه يتوجب على الحكومة تعزيز وحماية الكاثوليكية بوصفها الديانة الرسمية للبلاد.

### التاريخ الحديث

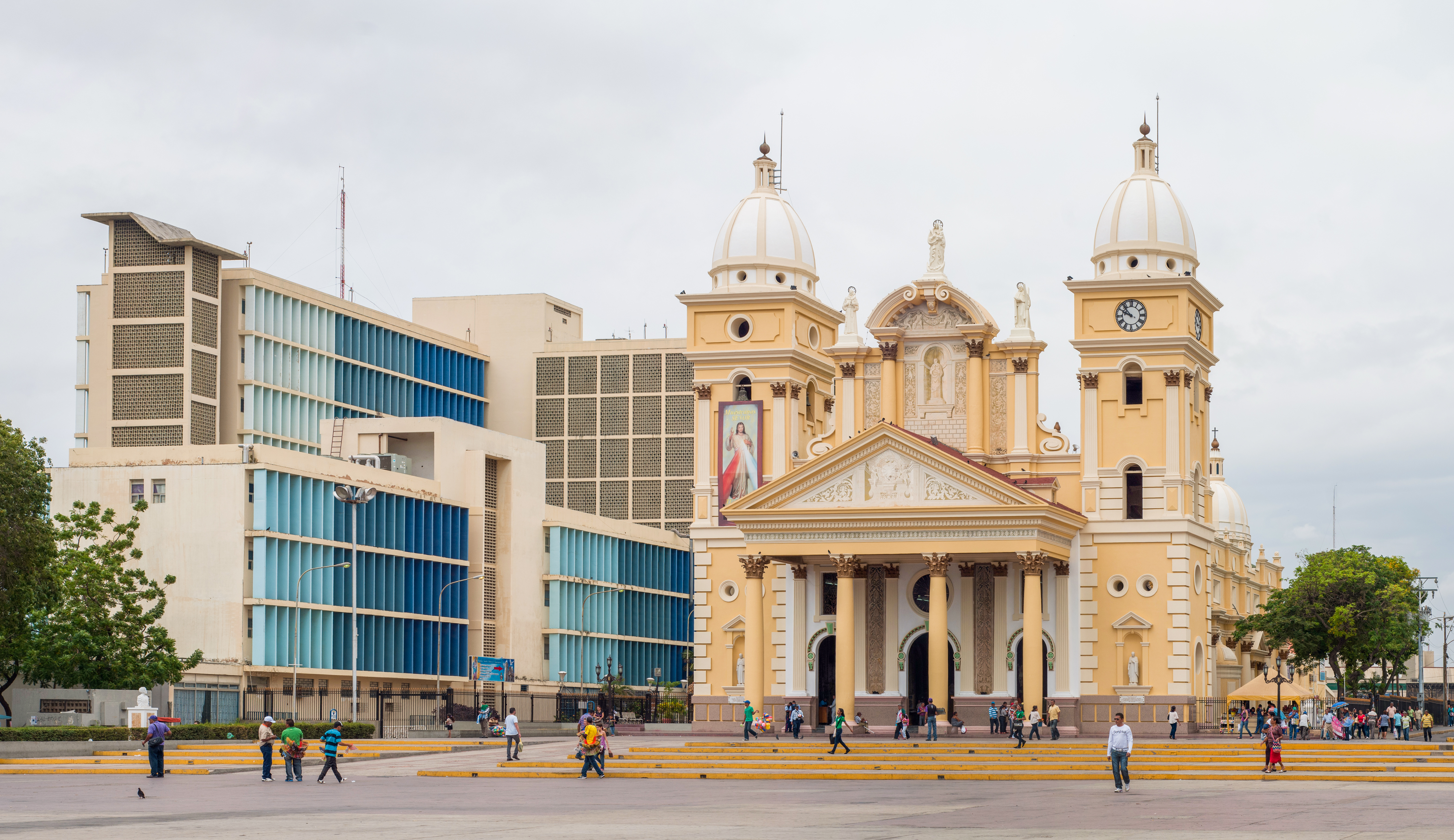
بازليكا سيدة سبحة الورديَّة في ماراكايبو.

كانت الهجرة من سوريا العثمانية إلى الأمريكتين بطبيعتها اقتصادية، حيث تزايد تدفق المهاجرين من الأقليات المسيحية الشرقية والدرزية خلال الجزء الأخير من القرن التاسع عشر والنصف الأول من القرن العشرين، ووصلت أعدادا كبيرة من المهاجرين الموارنة والدروز إلى فنزويلا، من جبل لبنان أولاً، وعندما استقرّت هذه الموجة، لحقتها موجات أخرى خاصةً من جبل الدروز، وكذلك قسم من فلسطين التاريخية. وأدت سياسة الرئيس السوري أديب الشيشكلي بين عام 1949 وعام 1954 المناهضة للدروز والبرجوازية إلى تصاعد في هجرة الدروز إلى فنزويلا، حيث شكل الدروز ثلث إجمالي المهاجرين من سوريا في هذا الوقت. وكان المهاجرون الأوائل يميلون إلى الاختلاط جيدًا بالسكان المحليين، حيث إعتنقت أعداد من الموحدون الدروز المسيحية ديناً خصوصاً على مذهب الكنيسة الرومانية الكاثوليكية.
تم تنصيب حكومة ديمقراطية في عام 1881 شجعت نمو الاقتصاد الفنزويلي، لكن السياسات الديكتاتورية استؤنفت من عام 1899 إلى عام 1935. ولم يساعد اكتشاف النفط في أوائل القرن العشرين كثيرًا في مساعدة المواطن الفنزويلي العادي، حيث قدم حافزًا أكبر للفساد الحكومي.
حتى منتصف القرن التاسع عشر كان رجال الدين الكاثوليك مُرتبطين بعلاقات وثيقة مع الأوليغارشية المحافظة، كما ولعبت الكنيسة دوراً مهيمناً في النظام التعليمي. ومع ذلك فإن صعود الليبراليين إلى السلطة في النصف الأخير من القرن التاسع عشر كان إيذانًا لبداية لفترة من التعددية الدينية. وسحقت حكومة أنطونيو غوزمان بلانكو الحياة المؤسسية للكنيسة، وكما حاولت فرض زواج الكهنة على الإكليروس الروماني الكاثوليكي. وبقيت هذه السياسات المضادة للتسلسل الهرمي الكنسي سارية المفعول لعقود بعد ذلك. ولم يتغير الوضع حتى منتصف القرن العشرين، تحت تأثير الحركة الاجتماعية المسيحية التي بدأت في انتقاد سوء توزيع الثروة، وبالتالي استعادت الكنيسة بعض نفوذها السياسي السابق.

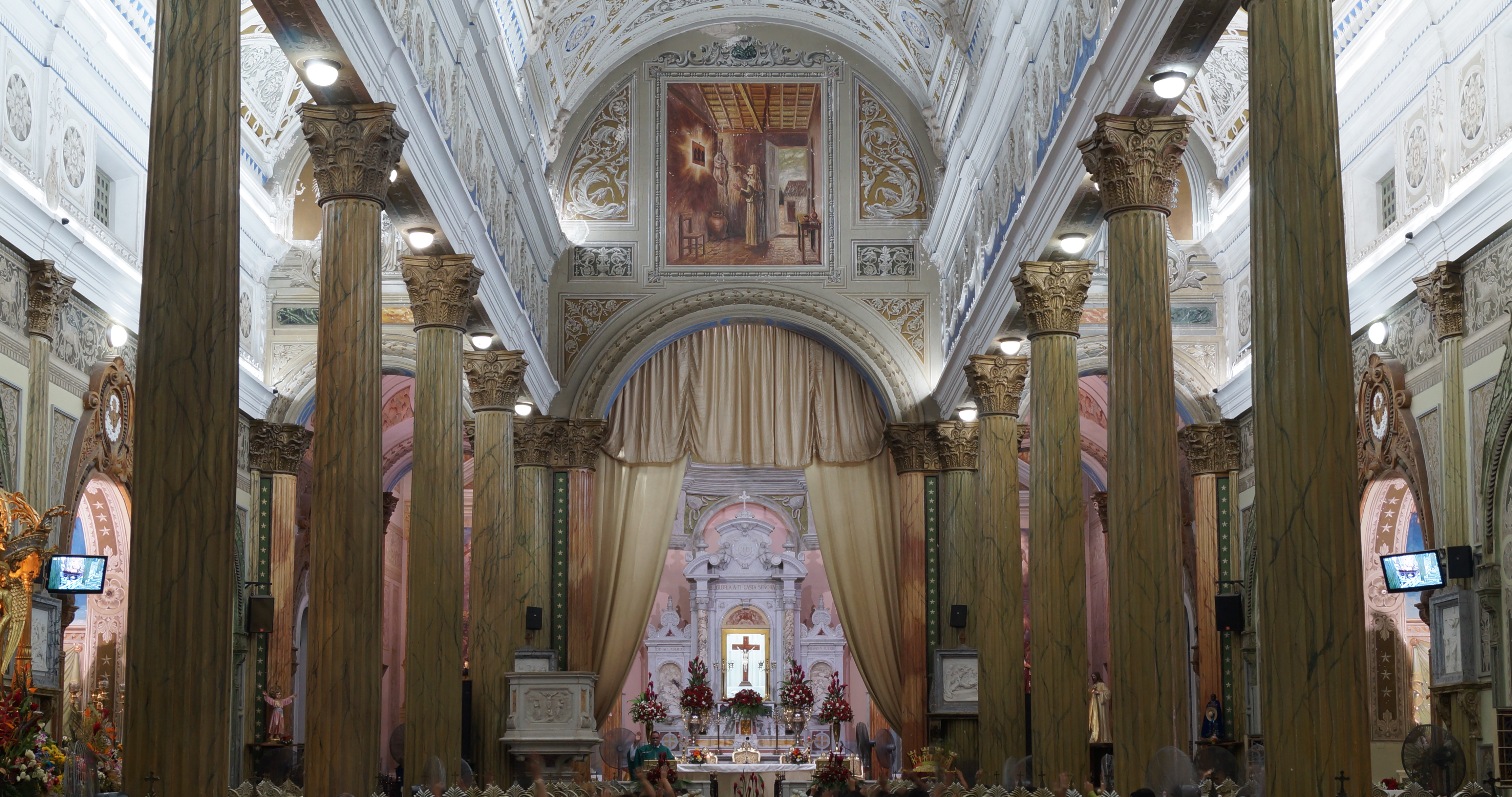
داخل بازليكا سيدة سبحة الورديَّة في ماراكايبو.

نتيجة لخلافة الديكتاتوريات غير المستقرة سياسياً التي أعقبت الاستقلال، تراجع عمل البعثات الكاثوليكية في منتصف القرن التاسع عشر، واستجابةً للمخاوف المتزايدة بشأن استعادة البعثات الفنزويلية، في 4 مارس عام 1922، أنشأ البابا بيوس الحادي عشر نيابة رسولية لمدينة كومانا. خلال القرن العشرين نشطت عدد من الرهبانيات في البلاد من ضمنها الساليزيان وراهبات الفرنسيسكان. لعب العلمانيين من الرومان الكاثوليك ومن بينهم رفائيل كالديرا دورًا بارزًا في تأسيس الحزب المسيحي الاجتماعي (بالإسبانيَّة: Partido Socialcristiano) في عام 1946، وساهم عدم الموافقة من قبل الكنيسة على سياسية الدكتاتور ماركوس بيريز خيمينيز في سقوطه عام 1958. في عام 1959، تولى رومولو بيتانكور الرئاسة، مستهلًا حقبة ديمقراطية استمرت حتى القرن التالي. من بين الإصلاحات التي تم سنها في ظل الحكومات اللاحقة، إلغاء قانون الرعاية الكنسية، وهو شكل من أشكال الرعاية الموروثة من التاج الإسباني. وحلَّ اتفاق التفاهم المتبادل الموقع من قِبل الرئيس راؤول ليوني في 30 يونيو عام 1964 محل بيتانكور. بموجب هذا الاتفاق، تم تعيين الأساقفة من قبل البابا؛ وتم الحفاظ على ممارسة التعايش مع الحكومة في جميع جوانب الإدارة الكنسية: وظل التقسيم الذي ينص عليه القانون بمثابة إعانة في مقابل ممتلكات وعشور الكنيسة التي أدرجتها الحكومة في الخزانة الوطنية.

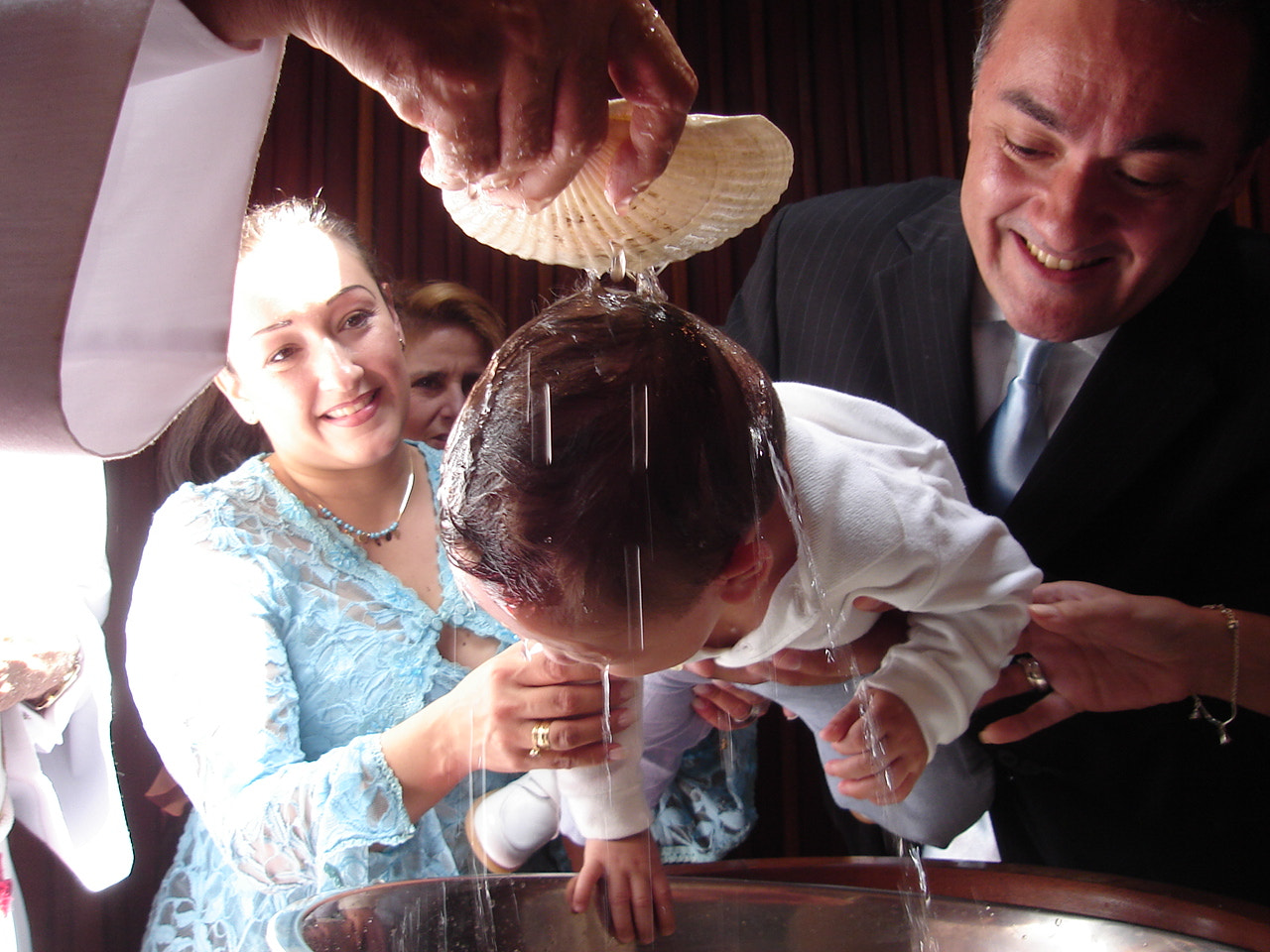
معمودية طفل فنزويلي في ولاية ميرندا: تلعب الثقافة المسيحية دور هام في الحياة الاجتماعية في فنزويلا.

في عقد 1960 ازدادت مشاركة الكنيسة في التعليم والرعاية الاجتماعية، وعلى الرغم من أن الكنيسة ليس لديها علاقات رسمية مع الحزب المسيحي الاجتماعي، يعتقد الكثيرون من السياسيين أنَّ دعم رجال الدين والمؤسسات المرتبطة بالكنيسة ساهم في نجاحات الحزب المسيحي الاجتماعي الانتخابية في عام 1968 وعام 1978. وفقاً لبعض المصادر ضعفت الكنيسة الكاثوليكية في فنزويلا بسبب النقص في الدعوات الكهنوتيَّة بين السكان الأصليين، حيث أنَّ العديد من الكهنة الذين يخدمون في فنزويلا هم من أصول أجنبيَّة.
تمتعت فنزويلا بفترة ازدهار اقتصادي خلال عقد 1980 نتيجة لارتفاع أسعار النفط، لكن تلتها فترة تضخم متزايد. في عقد 1990، تعرضت الكنيسة الكاثوليكية، وكذلك الحكومة، لضغوط شديدة لمعالجة الزيادة الملحوظة في جرائم العنف بسبب تهريب المخدرات في أمريكا الجنوبية. قوبلت إجراءات التقشف التي فرضتها حكومة كارلوس أندريس بيريز بأعمال شغب والعديد من الانقلابات العسكرية الفاشلة قبل الإطاحة في بيريز بتهم الفساد. قبل رئاسة حكومة هوغو شافيز، بدأت الكنائس البروتستانتية الإنجيلية بالإنشار والنمو والنجاح في جذب السكان المحليين، خاصةً بين فقراء المدن، وعلى الرغم من أن هذا لم يشكل تهديدًا للكنيسة تقريبًا مثلما كانت الحكومة الجديدة لهوجو شافيز، خاصةً فيما يتعلق بالتعليم الديني في المدارس العامة وإدارة 700 مدرسة دينية تابعة للكنيسة، كما كان شافيز رافضًا للغاية لدور أساقفة الكنيسة الكاثوليكية في المجتمع الفنزويلي.
أُجريت انتخابات جديدة في نوفمبر 1998 وفي 30 ديسمبر عام 1999 وتم تنفيذ دستور سلطوي جديد مثير للجدل في ظل حكومة ائتلافية للعقيد هوغو شافيز، والتي تهدف أجندتها الإصلاحية إلى مواجهة الانكماش الاقتصادي وزيادة المشكلات الاجتماعية. بموجب الدستور الجديد، الذي عارضه العديد من الكاثوليك، وواصلت الحكومة في اتباع السياسة الطويلة الأمد المتمثلة في صرف الأموال للكنيسة الكاثوليكية. ومع ذلك، قوبلت الانتقادات العلنية لبعض الإجراءات الحكومية من قبل أعضاء إكليروس الكنيسة الكاثوليكية برد عدائي متزايد من قبل الجيش الاستخبارات بحلول عام 2000. تعهد رئيس أساقفة كاراكاس إجناسيو فيلاسكو عندما عين في رتبة كاردينال عام 2001 بمواصلة تدخله في الشؤون السياسية، ووعد الكاردينال فيلاسكو قائلاً: «لقد قررت الدفاع عن حق الكنيسة في المشاركة بنشاط في بناء مجتمع عادل ومصالح». وحذا الأساقفة الفنزويليون حذوه، وأصدروا بيانات تنتقد عدم رغبة الرئيس تشافيز في معالجة تنامي الجريمة والفقر داخل فنزويلا. في ظلّ هذا الاستفزاز هاجم شافيز ثراء الكنيسة ووصف بعض رجال الدين بأنهم «شياطين».

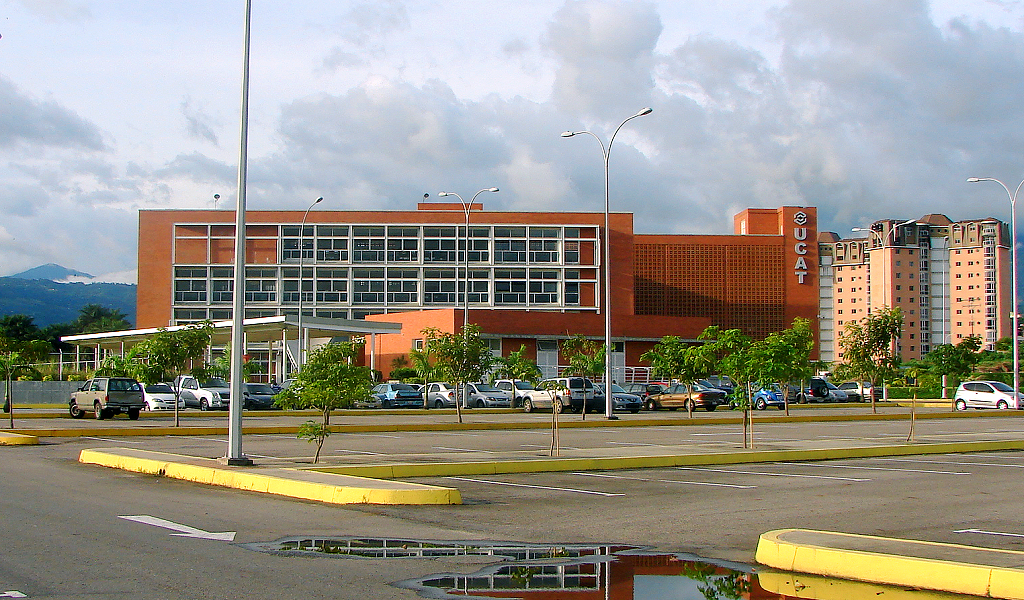
الجامعة الكاثوليكية في تاتشيرا.

على الرغم من تصاعد التوترات بين الكنيسة والحكومة التي حاولت محاربة مجموعة من المشاكل الاجتماعية والاقتصادية، ظلت الكاثوليكية في فنزويلا عقيدة الأغلبية. وتلعب الكنيسة الكاثوليكية دوراً هاماً في توفير الاحتياجات التعليمية والصحية والإنسانية لا سيما في أوساط فقراء الريف. ظل التعليم من بين الأهداف الرئيسية للكنيسة، مما يعكس قرونًا من التفاني في هذا المجال. منذ تأسيس أول مدرسة داخلية أولية لهنود غوايكيري عام 1514 مروراً بإنشاء الجامعة الملكية البابوية في كاراكاس بين عامي 1721 و1725، إلى إنشاء جامعة أندريس بيلو الكاثوليكية، بموجب مرسوم كنسي، وأكاديميات دينية وكذلك عكست المدارس الضيقة الابتدائية والمتوسطة رغبة الكنيسة في التعاون مع مبادرة الحكومة المستمرة لتوفير التعليم لمواطنيها. في عام 1999، خصصت الحكومة 1.5 مليون دولار للبرامج الاجتماعية والمدارس التي تديرها الكنيسة.
واصلت الكنيسة إظهار التزامها القوي بالرفاهية الاجتماعية من خلال منظمات كاثوليكية مثل كاريتاس الدولية، والعمل الكاثوليكي، وحركة الأسرة المسيحية. حسنت رابطة التعليم في فنزويلا، واتحاد أولياء الأمور وممثلي الطلاب الكاثوليك، ونوادي العمال الكاثوليك، ورابطات المزارعين، والرابطة الفنزويلية للأطباء الكاثوليك، جودة الحياة للفنزويليين. من خلال جهود هذه المنظمات، تمكنت البلاد من التعافي من خسارة مدمرة لأكثر من 30 ألف شخص بسبب الأمطار الغزيرة التي تسببت في حدوث فيضانات وانهيارات أرضية على طول الساحل الشمالي في ديسمبر من عام 1999.

## ديموغرافيا

### التعداد السكاني
| الإنتماء الديني              | % من مجمل سكان فنزويلا | % من مجمل سكان فنزويلا |
| ---------------------------- | ---------------------- | ---------------------- |
| مسيحيون                      | 88                     | 88                     |
| كاثوليك                      | 71                     | 71                     |
| بروتستانت وطوائف مسيحية أخرى | 17                     | 17                     |
| أديان أخرى                   | 3                      | 3                      |
| سانتيرية                     | 1                      | 1                      |
| ملحدون                       | 2                      | 2                      |
| لاأدريون                     | 6                      | 6                      |
| لم يجب                       | 1                      | 1                      |
| مجمل السكان                  | 100                    | 100                    |

## الطوائف المسيحية

### الكاثوليكية

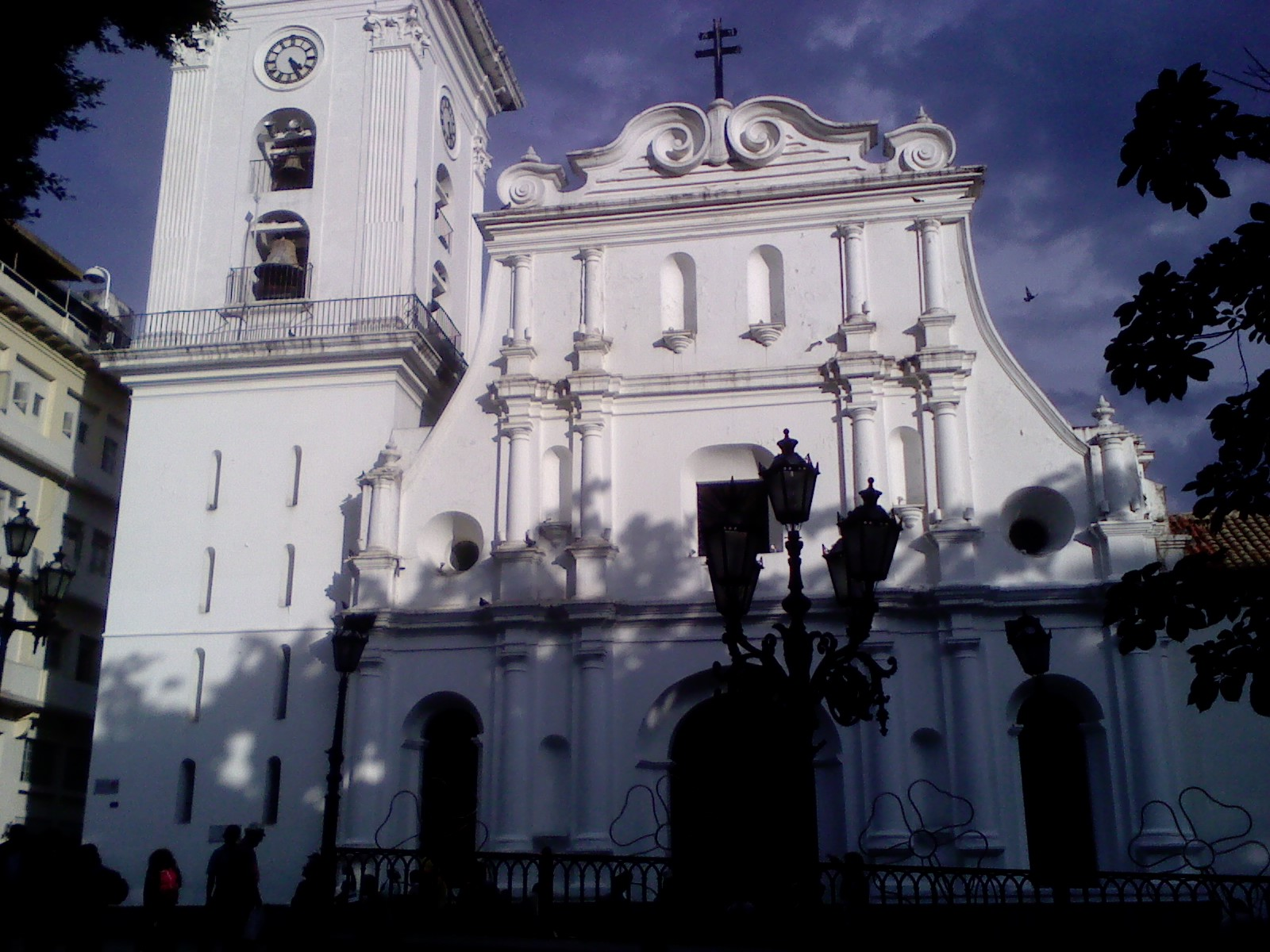
كاتدرائيَّة كراكاس، وبُنيت الكنيسة في عام 1666.

وفقًا للتعداد السكاني عام 2011 حوالي 88% من سكان فنزويلا مسيحيين، معظمهم من أتباع الكنيسة الرومانية الكاثوليكية والتي يعتنقها حوالي 71% من مجمل سكان فنزويلا. ويتوزع كاثوليك البلاد على سبعة وثلاثين أبرشية بما في ذلك تسعة أسقفيات، بالإضافة إلى أبرشيات منفصلة لأتباع الطقوس البيزنطية والسريانيَّة. وعلى عكس الجيش، لم تكن الكنيسة الكاثوليكية قوة سياسيّة رئيسية في السياسة الفنزويلية. ويعود تاريخ الكنيسة الرومانية الكاثوليكية في فنزويلا إلى الحقبة الإستعماريَّة الإسبانيَّة واستمرت كأهم مؤسسة في فنزويلا في القرن الحادي والعشرين. وتعد الكاثوليكية هي واحدة من الموروثات الرئيسيَّة للحقبة الإستعماريَّة الإسبانية، إلى جانب الإسبانية كلغة الأمة.
الكنيسة لم تكن قوة بارزة في السياسة في فنزويلا كما هو الحال في كولومبيا المجاورة. مع وصول هوغو شافيز إلى السلطة ازداد نفوذ الكنيسة سياسيًا بعض الشيء، وغالبًا ما استخدم شافيز الصور الدينيَّة في برامجه الماراثونيَّة، وفي نفس الوقت نجحت الكنائس البروتستانتية باجتذاب أعداد كبيرة من كافة الطبقات الاجتماعية مع شعبية واضحة بين الفقراء في المناطق الحضرية. ومع ذلك، قد تضاءل الظاهرة في السنوات الأخيرة. في الماضي لم تكن لدى الكنيسة الكاثوليكية الأموال أو الأفراد أو الحماس بفعاليَّة لوقف هذا التحدي الجديد مع الكنائس الإنجيليَّة ضد هيمنتها. وعلى الرغم من أنّ هوغو شافيز يعرّف نفسه على أنه كاثوليكي متدين إلا أن منهاجه السياسي خاصًة في مجال التعليم أغضب الأساقفة. تملك وتدير الكنيسة إلى جانب الجامعات والكليات حوالي 700 مدرسة أخرى في جميع أنحاء البلاد، مدعومة من قبل الدولة حاليًا. ويعد الرئيس الحالي نيكولاس مادورو مسيحي من أصول يهوديَّة سفارديَّة.
هناك تواجد ملحوظ للكنائس الكاثوليكية الشرقية في فنزويلا وتتكون هذه الكنائس من موجات المهاجرين المسيحيين المشرقيين خاصًة من اللبنانيين من الموارنة، والسوريين، والمسيحيين الفلسطينيين، بالإضافة إلى موجات المهاجرين من الأرمن واليونانيين والروس والأوكرانيين وغيرهم من الشعوب التي يعود أصولها إلى أوروبا الشرقية. وتضم البلاد حوالي خمسة وعشرين ألف من أتباع كنيسة الروم الملكيين الكاثوليك كما تضم البلاد أيضاً على حوالي 25,000 نسمة من أتباع الكنيسة المارونية. وتعود أصول الغالبية الساحقة من المسيحيون ذوي الأصول الشرق أوسطية في فنزويلا أساسًا إلى ما هو الآن سوريا ولبنان وفلسطين. اعتنقت أعداد من الدروز في فنزويلا المذهب الكاثوليكي، حيث كان المهاجرون الأوائل يُميلون إلى الاختلاط جيدًا بالسكان المحليين، وإعتنقت لاحقاً أعداد من الموحدون الدروز المسيحية ديناً خصوصاً على مذهب الكنيسة الرومانية الكاثوليكية.

### البروتستانتية

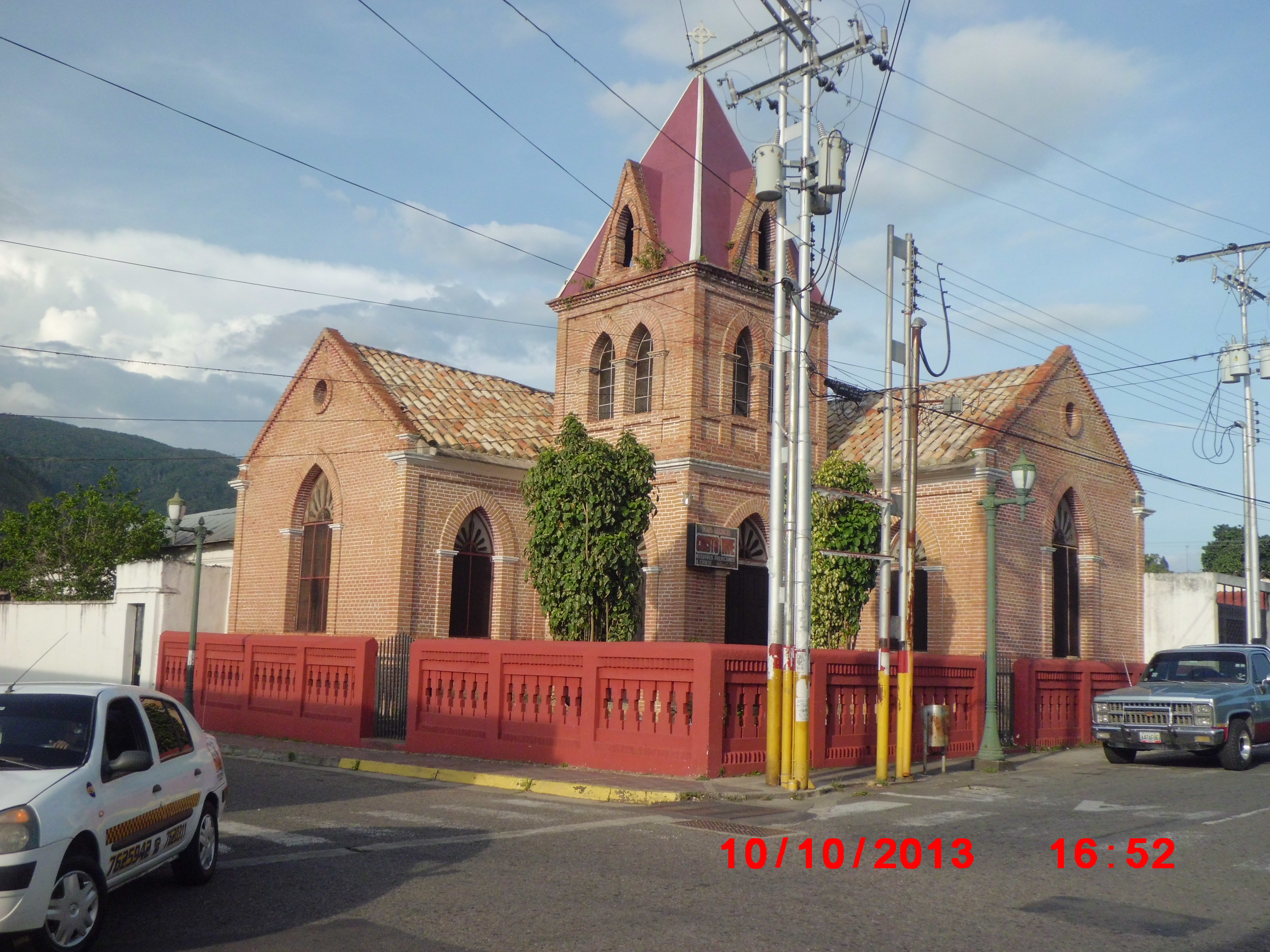
كنيسة المسيح الإنجيليَّة في روبيو.

تأسست الكنيسة الإصلاحية في فنزويلا (بالإسبانيَّة: Iglesia Reformada en Venezuela) في عام 1985، عندما قام القس سيزار رودريغيز بالتبشير بالبروتستانتيَّة على مذهب الكنيسة الإصلاحية وساعده بتأسيس الكنيسة صديقين من الكنيسة المصلحة في باركيسيميتو. للكنيسة أربعة تجمعات وحوالي 200 عضو معروف ومائة عضو معمّد. وتأسست علاقات الكنيسة الشقيقة مع الكنائس الإصلاحيَّة في هولندا الليبرالية في عام 1993. والكنيسة هي عضو في الفرع الأمريكي اللاتيني من زمالة الإصلاح العالمي، زتم تنظيم المؤسسات اللاهوتيَّة والعلاقات بين المذهب والكنائس في كوراساو.
وفقًا للتعداد السكاني عام 2011 حوالي 17% من سكان فنزويلا من أتباع الطوائف البروتستانتية المختلفة، ويشكل الخمسينيين حوالي 51% من مجمل المذاهب البروتستانتية. على المستوى المذهبي يعتبر البروتستانت هي المجموعات الدينية التي تملك أعلى معدلات حضور وانتظام للطقوس الدينية مع وجود أغلبية من الملتزمين دينيًا. عمومًا يعتبر البروتستانت الإنجيليين أكثر تدينًا من الكاثوليك؛ وقد وجدت دراسة قامت بها مركز بيو للأبحاث عام 2014 أنَّ حوالي 70% من البروتستانت يُداوم على الصلاة يوميًا. وحوالي 55% من البروتستانت يقرأون الكتاب المقدس أسبوعيًا. وحوالي 55% من البروتستانت يصومون خلال الصوم الكبير. ينتمي المسيحيين البروتستانت في فنزويلا إلى الكنيسة المعمدانية، واللوثرية، والمينوناتية، والخمسينية والأدفنتست. شهدت فنزويلا في الآونة الأخيرة نمو ملحوظ في أعداد ونسب المذهب الخمسيني البروتستانتي.

## الإلترام الديني

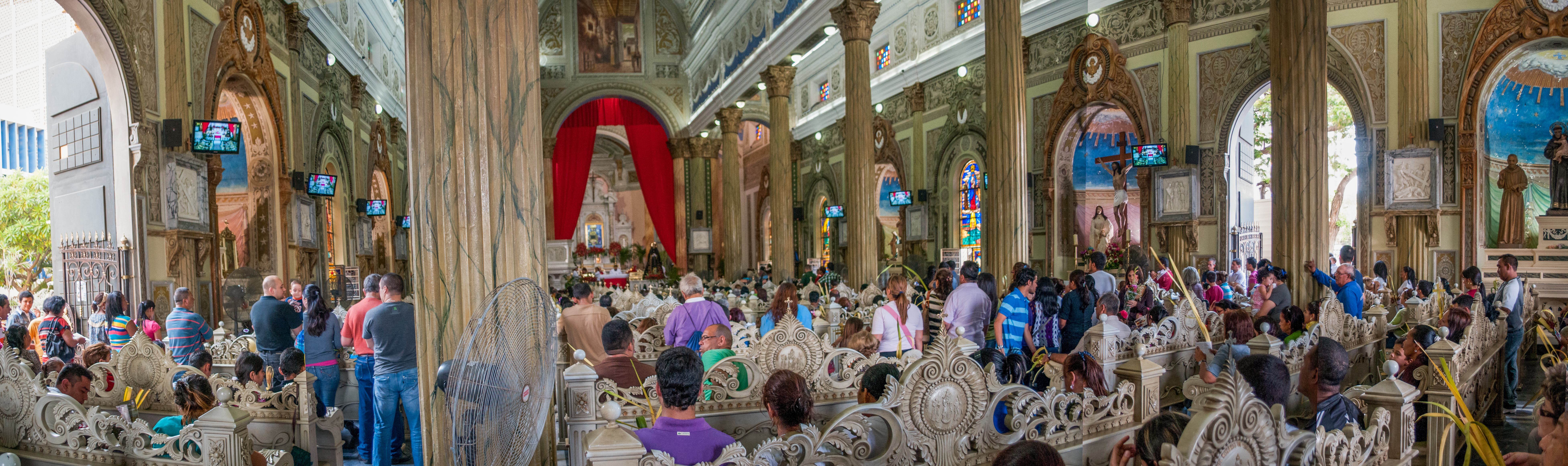
كاثوليك يؤدون الصلوات في كاتدرائية السبحة المقدسة في مدينة كراكاس.

وجدت دراسة قامت بها مركز بيو للأبحاث عام 2014 أنَّ حوالي 66% من مسيحيي فنزويلا يعتبرون للدين أهميَّة في حياتهم، ويؤمن 99% من كاثوليك وبروتستانت البلاد بالله، ويؤمن 60% من الكاثوليك وحوالي 86% من البروتستانت بحرفيَّة الكتاب المقدس. وقد وجدت دراسة قامت بها مركز بيو للأبحاث عام 2014 أنَّ حوالي 26% من المسيحيين يُداومون على حضور القداس على الأقل مرة في الأسبوع. في حين أنَّ 47% من المسيحيين يُداومون على الصلاة يوميًا.
على المستوى المذهبي وجدت الدراسة أنَّ البروتستانت هي المجموعات الدينية التي تملك أعلى معدلات حضور وانتظام للطقوس الدينية مع وجود أغلبية من الملتزمين دينيًا. عمومًا يعتبر البروتستانت الإنجيليين أكثر تدينًا من الكاثوليك؛ وقد وجدت دراسة قامت بها مركز بيو للأبحاث عام 2014 أنَّ حوالي 70% من البروتستانت يُداوم على الصلاة يوميًا بالمقارنة مع 43% من الكاثوليك. ويقرأ حوالي 55% من البروتستانت الكتاب المقدس أسبوعيًا على الأقل بالمقارنة مع 12% من الكاثوليك. ويُداوم 67% من البروتستانت على حضور القداس على الأقل مرة في الأسبوع بالمقارنة مع 17% من الكاثوليك. ويصُوم 55% من البروتستانت خلال فترات الصوم بالمقارنة مع 20% من الكاثوليك. ويُقدم حوالي 71% من البروتستانت الصدقة أو العُشور، بالمقارنة مع 18% من الكاثوليك. وقال حوالي 41% من البروتستانت أنهم يشتركون في قيادة مجلس الكنيسة أو مجموعات صلاة صغيرة أو التدريس في مدارس الأحد، بالمقارنة مع 6% من الكاثوليك.

### القضايا الاجتماعية والأخلاقية
عمومًا يعتبر البروتستانت أكثر محافظة اجتماعيًة بالمقارنة مع الكاثوليك؛ يعتبر حوالي 95% من البروتستانت الإجهاض عمل غير أخلاقي بالمقارنة مع 84% من الكاثوليك، ويعتبر حوالي 89% من البروتستانت المثلية الجنسية ممارسة غير اخلاقية وخطيئة بالمقارنة مع 65% من الكاثوليك، حوالي 81% من البروتستانت يعتبر شرب الكحول عمل غير أخلاقي، ويعتبر حوالي 77% من البروتستانت العلاقات الجنسية خارج إطار الزواج ممارسة غير أخلاقية، ويعتبر حوالي 52% من البروتستانت الطلاق عمل غير أخلاقي.